# Новий Караорман
Новий Караорман (мак. Нов Караорман) — село у Північній Македонії, яке входить до общини Карбинці, що в Східному регіоні країни.
Громада складається з 67 осіб (перепис 2002): за національністю — 60 македонців, і 7 циган. Село розкинулося в низинній місцевості (середні висоти — 299 метрів), яку македонці називають Овче поле.